# Aeroporto di Orsk
L'aeroporto di Orsk è un aeroporto internazionale situato a 15 km a sud della città di Orsk, nell'Oblast' di Orenburg in Russia sulla confine con la Regione del Kazakistan Occidentale.

## Storia
- 1953 - l'arrivo degli aerei militari e l'apertura della base aerea militare a Orsk.
- 1958 - l'apertura della prima pista aeroportuale a Orsk. L'apertura di voli di linea regionali con gli aerei Antonov An-2, U-2, Yakovlev Yak-12.
- 1984 - 1987 - la costruzione della pista attuale dell'aeroporto con i voli di linea spostati all'aeroporto militare di Orsk-Pervomajskij attualmente fuori uso dopo la chiusura della base aerea militare negli anni 90 del XX secolo.
- 1994 - l'inaugurazione del Terminal passeggeri e l'apertura dei voli di linea con gli aerei Tupolev Tu-134, Tupolev Tu-154.
- 1995 - lo scalo aereo di Orsk diventò un aeroporto internazionale.[1]

## Strategia
L'aeroporto di Orsk è lo hub secondario e la base tecnica della compagnia aerea russa Orenair.
L'aeroporto di Orsk è lo scalo d'emergenza per gli aeroporti di Orenburg e Čeljabinsk.

## Dati tecnici
L'aeroporto di Orsk dispone attualmente di una pista attiva asfaltata di classe C di 2.900 m x 42 m.
La pista aeroportuale è attrezzata per l'atterraggio/decollo dei seguenti tipi degli aerei: Antonov An-24, Antonov An-124, Boeing 737, Boeing 747, Ilyushin Il-18, Ilyushin Il-62, Ilyushin Il-76, Tupolev Tu-134, Tupolev Tu-154, Tupolev Tu-204, Yakovlev Yak-40, Yakovlev Yak-42 e di tutti gli aerei di classe inferiore.
L'aeroporto di Orsk è aperto 24 ore al giorno.
Dal 2008 all'aeroporto di Orsk sono stati installati i sistemi pirotecnici e acustici (Bird Gard Super Pro, Bird Gard Super Pro AMP, Bird Gard PA - 4) per la maggior sicurezza dei voli.

## Collegamenti con Orsk
L'aeroporto di Orsk è raggiungibile dal centro di città (Komsomol'skaja Ploščad') due volte al giorno alle 07:00 e alle 22:25 dalla navetta che porta i passeggeri dai voli in arrivo e in partenza dall'aeroporto.